# 靳和
靳和（1199年—1265年），字达道，蒙古帝国将领，平阳曲沃人。
靳和家富，乐善好施。1219年，率兵三千人归降木华黎，蒙古授任他为征南元帅。木华黎南征，留靳和守曲沃。金朝将领据弹平、青龙诸寨，出兵掠夺，靳和选募乡兵，且耕且战，境内免于饿殍、流民。成吉思汗任命他为绛阳军节度使，赐金符。1251年，请求致仕，1265年，去世。长子靳麟，袭任节度使。次子靳用。